# Daisy of Love
Daisy of Love es un spin off o serie de televisión estadounidense derivada del reality show Rock of Love. Ha sido producido por la cadena de televisión americana VH1. La concursante Daisy de la Hoya, que ganó el segundo puesto en Rock of Love 2, trata de buscar a su futura pareja entre muchos chicos. Daisy of Love tiene una sinopsis parecida a la de Flavor Of Love, I Love New York y Rock of Love.

## Concursantes
| Apodo     | Nombre Real              | Edad | Eliminación           |
| --------- | ------------------------ | ---- | --------------------- |
| London    | Joshua Lee               | 30   | Ganador               |
| Flex      | TJ Markiewicz            | 22   | Episodio 12           |
| 12 Pack   | David Amerman            | 31   | Episodio 12           |
| Sinister  | Derrick "Tripp" Tribbett | 24   | Episodio 10           |
| Chi Chi   | Branden Mathena          | 25   | Episodio 9            |
| Big Rig   | Jeremiah Riggs           | 25   | Episodio 8            |
| Fox       | Daniel ALfonso           | 29   | Episodio 7            |
| 6 Gauge   | Chris                    | 29   | Episodio 6            |
| Cage      | Aric Nelson              | 25   | Episodio 5 (Abandona) |
| Tool Box  | Miguel Domínguez         | 29   | Episodio 3            |
| Cable Guy | Randall Logan            | 33   | Episodio 3            |
| Brooklyn  | Chris Casanova           | 23   | Episodio 3 (Abandona) |
| Proffesor | Brandon Cabeza           | 22   | Episodio 2            |
| Weasel    | Pauly Michaelis          | 36   | Episodio 2            |
| Flipper   | Mike Gaboff              | 22   | Episodio 2 (Abandona) |
| Torch     | Kenn                     | 36   | Episodio 1            |
| Dropout   | Tristan Trouble          | 22   | Episodio 1            |
| ´84       | Izzy Landeberg           | 25   | Episodio 1            |
| ´85       | Rock Landeberg           | 25   | Episodio 1            |
| ´86       | Kelli Landeberg          | 25   | Episodio 1            |